# Pescara Calcio 1995-1996
Questa pagina raccoglie le informazioni riguardanti il Pescara Calcio nelle competizioni ufficiali della stagione 1995-1996.

## Stagione
Nella stagione 1995-1996 il Pescara disputa il campionato di Serie B, raccoglie 50 punti che valgono il nono posto in classifica. Parte la stagione con il confermato Francesco Oddo e parte come meglio non avrebbe potuto, chiude al primo posto il girone di andata in solitario con 31 punti. Il girone di ritorno non inizia bene, a fine febbraio la sconfitta di Venezia è fatale al tecnico che viene sostituito da Luigi Maifredi, ma il Pescara non ritrova la brillantezza di inizio stagione. Nel finale di torneo si ritorna nelle mani di Francesco Oddo. In Coppa Italia il Pescara nel primo turno elimina il Como, nel secondo turno viene eliminato dal Milan che passa (1-4) all'Adriatico.

## Rosa
| N. |                   | Ruolo | Calciatore          |
| -- | ----------------- | ----- | ------------------- |
| 8  | Italia (bandiera) | D     | Michele Baldi       |
| 24 | Italia (bandiera) | D     | Juriy Cannarsa      |
| 18 | Italia (bandiera) | A     | Andrea Carnevale    |
| 13 | Italia (bandiera) | C     | Gianluca Colonnello |
| 1  | Italia (bandiera) | P     | Morgan De Sanctis   |
| 9  | Italia (bandiera) | A     | Dario Di Giannatale |
| 20 | Italia (bandiera) | C     | Elio Di Toro        |
|    | Italia (bandiera) | C     | Massimo Epifani     |
| 6  | Italia (bandiera) | D     | Massimiliano Farris |
| 7  | Italia (bandiera) | C     | Michele Gelsi       |
| 10 | Italia (bandiera) | A     | Federico Giampaolo  |
| 23 | Italia (bandiera) | C     | Fabio Marcucci      |

| N. |                   | Ruolo | Calciatore               |
| -- | ----------------- | ----- | ------------------------ |
| 15 | Italia (bandiera) | A     | Massimo Margiotta        |
| 3  | Italia (bandiera) | D     | Salvatore Antonio Nobile |
| 11 | Italia (bandiera) | A     | Armando Ortoli           |
| 16 | Italia (bandiera) | C     | Ottavio Palladini        |
| 19 | Italia (bandiera) | D     | Gianfranco Parlato       |
| 26 | Italia (bandiera) | D     | Antonino Praticò         |
| 12 | Italia (bandiera) | P     | Marco Savorani           |
| 17 | Italia (bandiera) | C     | Salvatore Sullo          |
| 4  | Italia (bandiera) | C     | Angelo Terracenere       |
| 2  | Italia (bandiera) | D     | Martino Traversa         |
| 5  | Italia (bandiera) | D     | Gill Voria               |
| 24 | Italia (bandiera) | D     | Michele Zanutta          |

## Risultati

### Serie B

#### Girone di andata
| Arbitro: | Tombolini (Ancona) |

|                      |           |                                                |
| Nobile 45’ Gelsi 83’ | Marcatori | 23’ Neri 33’ Giunta 73’ Ambrosetti 90’ Saurini |

| Cosenza 3 settembre 1995 2ª giornata | Cosenza                                | 0 – 0 referto | Pescara | Stadio San Vito (6370 spett.)\| Arbitro: \| Pellegrino (Barcellona Pozzo di Gotto) \| |
| Arbitro:                             | Pellegrino (Barcellona Pozzo di Gotto) |               |         |                                                                                       |

| Pescara 10 settembre 1995 3ª giornata | Pescara            | 0 – 0 referto | Palermo | Stadio Adriatico (6166 spett.)\| Arbitro: \| Dagnello (Trieste) \| |
| Arbitro:                              | Dagnello (Trieste) |               |         |                                                                    |

| Verona 17 settembre 1995 4ª giornata | Chievo          | 0 – 0 referto | Pescara | Stadio Marcantonio Bentegodi (2517 spett.)\| Arbitro: \| Gronda (Genova) \| |
| Arbitro:                             | Gronda (Genova) |               |         |                                                                             |

| Arbitro: | Rosica (Roma) |

|                                 |           |             |
| Di Giannatale 28’ Palladini 70’ | Marcatori | 27’ Parlato |

| Arbitro: | Serena (Bassano del Grappa) |

|                         |           |                  |
| D. Morello 69’ Bosi 84’ | Marcatori | 74’ A. Carnevale |

| Arbitro: | Cesari (Genova) |

|                                                  |           |          |
| A. Carnevale 40’ Sullo 47’ F. Giampaolo 59’, 70’ | Marcatori | 11’ Paci |

| Arbitro: | De Prisco (Nocera Inferiore) |

|  |           |               |
|  | Marcatori | 29’ Carnevale |

| Arbitro: | Bonfrisco (Monza) |

|                                                 |           |                             |
| Palladini 16’ F. Giampaolo 21’ A. Carnevale 43’ | Marcatori | 2’ Consagra 6’ P. Bresciani |

| Arbitro: | Messina (Bergamo) |

|                                                 |           |                   |
| Montella 10’, 55’, 65’ Bortolazzi 30’ Nappi 38’ | Marcatori | 80’ Di Giannatale |

| Arbitro: | Beschin (Legnago) |

|  |           |                             |
|  | Marcatori | 5’, 81’ Artistico 7’ Modica |

| Arbitro: | Quartuccio (Torre Annunziata) |

|  |           |                   |
|  | Marcatori | 56’ Di Giannatale |

| Arbitro: | Rossi (Ciampino) |

|                                        |           |                        |
| A. Carnevale 21’, 44’ Ponzo 69’ (aut.) | Marcatori | 14’ Hübner 66’ Binotto |

| Arbitro: | Franceschini (Bari) |

|                            |           |                  |
| A. Briaschi 16’ Giunti 81’ | Marcatori | 18’ A. Carnevale |

| Arbitro: | Messina (Bergamo) |

|                   |           |  |
| Di Giannatale 30’ | Marcatori |  |

| Arbitro: | L. Branzoni (Pavia) |

|                                    |           |  |
| Di Giannatale 19’ A. Carnevale 69’ | Marcatori |  |

| Arbitro: | Cardona (Reggio Calabria) |

|                               |           |                   |
| Gasparini 26’ Scaringella 44’ | Marcatori | 19’ Di Giannatale |

| Arbitro: | Ercolino (Cassino) |

|                   |           |           |
| Di Giannatale 30’ | Marcatori | 12’ Luiso |

| Arbitro: | Trentalange (Torino) |

|  |           |                            |
|  | Marcatori | 56’ Gelsi 73’ F. Giampaolo |

#### Girone di ritorno
| Arbitro: | Nicchi (Arezzo) |

|            |           |  |
| Giunta 31’ | Marcatori |  |

| Arbitro: | Serena (Bassano del Grappa) |

|                   |           |                     |
| Di Giannatale 90’ | Marcatori | 57’ (aut.) Traversa |

| Arbitro: | Stafoggia (Pesaro) |

|                   |           |                  |
| Vasari 89’ (rig.) | Marcatori | 40’ F. Giampaolo |

| Pescara 18 febbraio 1996 23ª giornata | Pescara       | 0 – 0 | Chievo | Stadio Adriatico\| Arbitro: \| Lana (Torino) \| |
| Arbitro:                              | Lana (Torino) |       |        |                                                 |

| Arbitro: | De Santis (Tivoli) |

|                           |           |                         |
| Cerbone 40’ Vecchiola 60’ | Marcatori | 90’ (rig.) A. Carnevale |

| Pescara 3 marzo 1996 25ª giornata | Pescara         | 0 – 0 | Bologna | Stadio Adriatico\| Arbitro: \| Boggi (Salerno) \| |
| Arbitro:                          | Boggi (Salerno) |       |         |                                                   |

| Arbitro: | Bettin (Padova) |

|                                  |           |                   |
| Rizzolo 41’, 55’ Di Costanzo 90’ | Marcatori | 63’ Di Giannatale |

| Arbitro: | Beschin (Legnago) |

|                         |           |             |
| Palladini 38’ Baldi 70’ | Marcatori | 3’ Rastelli |

| Arbitro: | L. Branzoni (Pavia) |

|                  |           |  |
| Gio. Tedesco 28’ | Marcatori |  |

| Arbitro: | Stafoggia (Pesaro) |

|           |           |  |
| Sullo 44’ | Marcatori |  |

| Arbitro: | Nicchi (Arezzo) |

|            |           |                  |
| Modica 27’ | Marcatori | 65’ A. Carnevale |

| Arbitro: | Ercolino (Ciampino) |

|           |           |                       |
| Baldi 71’ | Marcatori | 44’ Nardi 90’ Nardini |

| Arbitro: | Bolognino (Milano) |

|                                       |           |                 |
| Tramezzani 25’ Hubner 50’, 58’ (rig.) | Marcatori | 53’, 66’ Ortoli |

| Arbitro: | Pairetto (Nichelino) |

|                                |           |                      |
| Palladini 46’ F. Giampaolo 90’ | Marcatori | 19’ Giunti 86’ Negri |

| Arbitro: | Bonfrisco (Monza) |

|                              |           |  |
| Zanini 34’ De Vitis 75’, 77’ | Marcatori |  |

| Arbitro: | De Prisco (Nocera Inferiore) |

|              |           |  |
| Aglietti 21’ | Marcatori |  |

| Arbitro: | Bazzoli (Merano) |

|                                                                      |           |              |
| Margiotta 15’ F. Giampaolo 65’ Farris 70’ Traversa 86’ Palladini 90’ | Marcatori | 79’ Scarponi |

| Arbitro: | Collina (Viareggio) |

|            |           |                            |
| Nocera 75’ | Marcatori | 19’ Baldi 34’ F. Giampaolo |

| Arbitro: | Pairetto (Nichelino) |

|                  |           |            |
| F. Giampaolo 81’ | Marcatori | 10’ Pisano |

### Coppa Italia
| Arbitro: | Serena (Bassano del Grappa) |

|  |           |             |
|  | Marcatori | 69’ Parlato |

| Arbitro: | Stafoggia (Pesaro) |

|                  |           |                                               |
| F. Giampaolo 90’ | Marcatori | 37’ Lentini 42’ Savicevic 56’ Weah 69’ Simone |